# Elsbethen
Elsbethen est une commune autrichienne du district de Salzbourg-Umgebung dans l'État de Salzbourg.

## Géographie

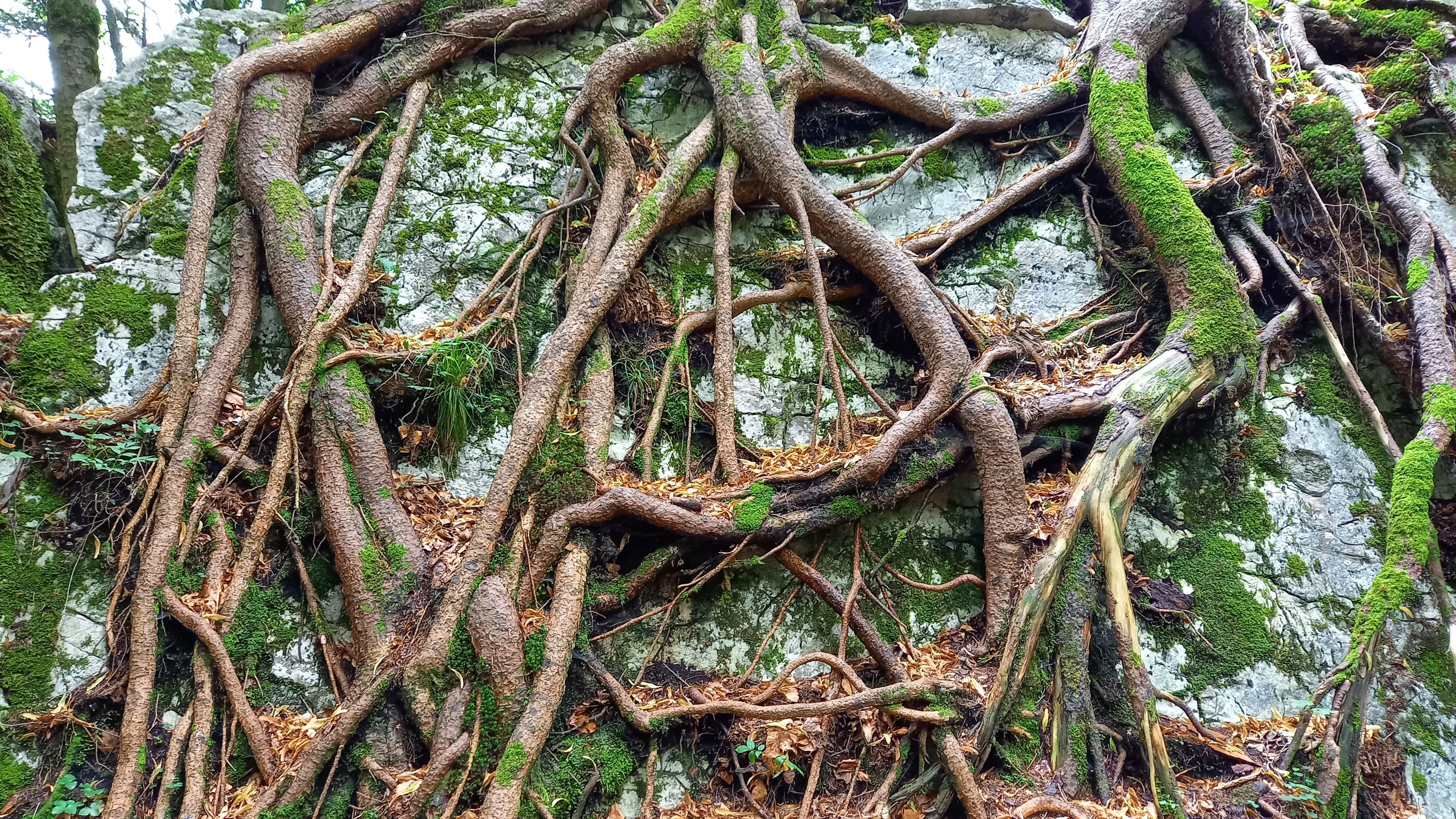
Racines d'arbres dans le Trockene Klamm, un canyon, monument naturel à Elsbethen. Juillet 2022.

La commune est située au sud-est de la ville statutaire de Salzbourg. Le territoire s'étend de la rivière Salzach à l'ouest jusqu'aux contreforts du massif du Salzkammergut à l'est. Les environs boisés constituent un espace de randonnée apprécié.
La gare d'Elsbethen possède un raccordement direct avec le réseau de la S-Bahn de Salzbourg.

## Histoire

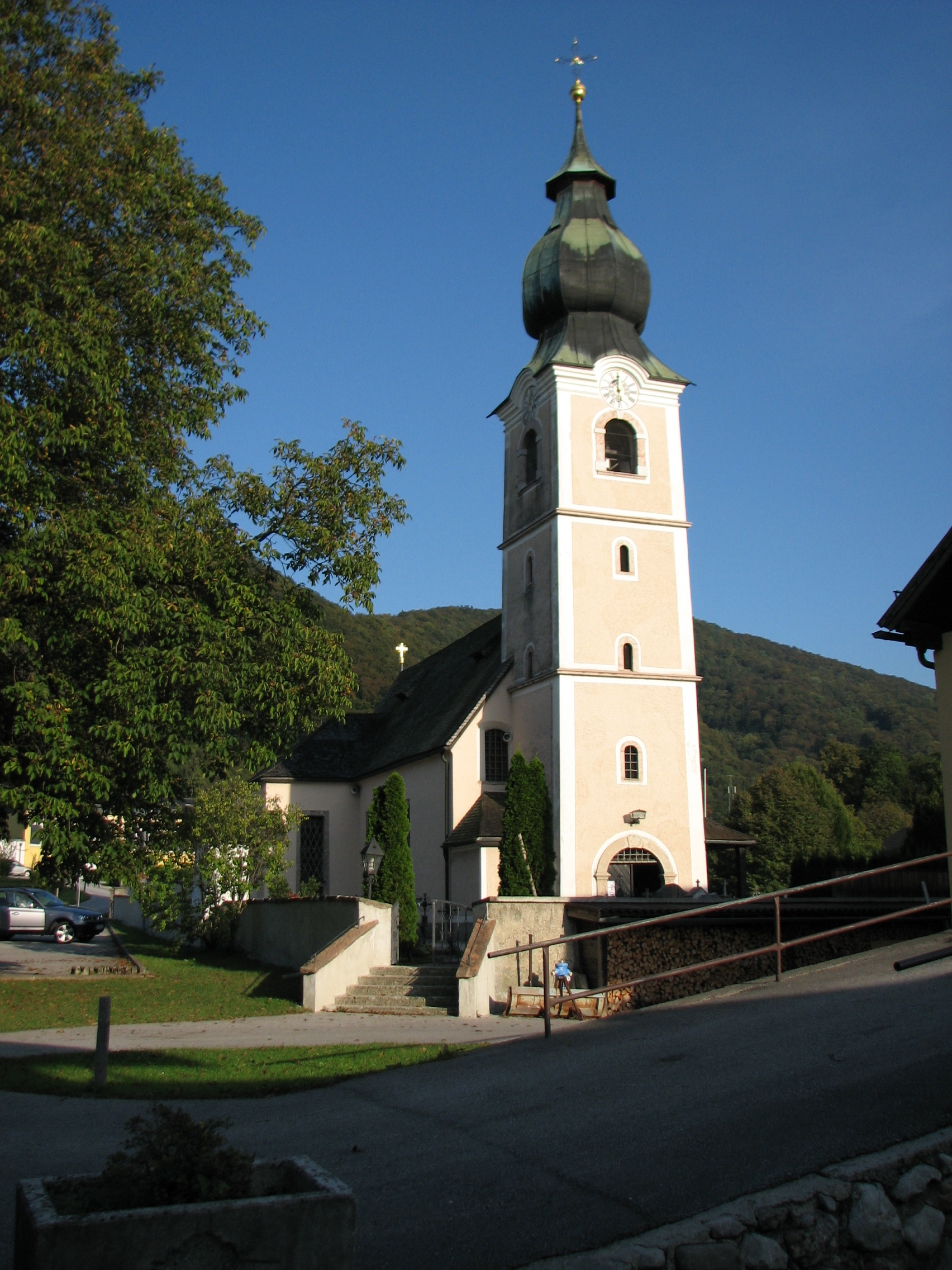
Église Sainte-Élisabeth.

La localité est citée pour la première fois en 930, sous le nom de Campanuaua. Elle appartenait initialement au duché de Bavière ; plus tard, le village faisait pendant des siècles partie de l'archevêché de Salzbourg. L'église de Sainte Élisabeth, au début une filiale de la paroisse de Hallein, est mentionnée depuis 1373.
Le domaine était entre les mains de familles nobles résidant au château de Goldenstein qui a été acquis en 1710 par l'archi-abbaye Saint-Pierre. Le bâtiment fut restructuré en maison d'accueil pour les abbés et également les invités du monastère. Le compositeur Michel Haydn (1737-1806), frère cadet de Joseph Haydn, était l'un des visiteurs fréquents ici. En 1877, une école monastique a été ouverte au château, gérée par les chanoinesses de Saint-Augustin de la congrégation Notre-Dame, qui perdure jusqu'à aujourd'hui. Romy Schneider fréquente l'internat de 1949 jusqu'en 1953. 